# ستيفن أوليفر
ستيفن أوليفر (بالإنجليزية: Stephen Oliver)‏ هو ممثل أمريكي، ولد في 29 نوفمبر 1941، وتوفي في 5 مارس 2008.

## وصلات خارجية
- ستيفن أوليفر على موقع IMDb (الإنجليزية)
- ستيفن أوليفر على موقع قاعدة بيانات الفيلم (الإنجليزية)